# Российско-словацкие отношения
Российско-словацкие отношения — двусторонние дипломатические отношения между Российской Федерацией и Словакией.  установлены 1 января 1993 года, сразу после провозглашения независимости Словакии. В том же году Россия открыла своё посольство в Братиславе, а Словакия своё в Москве. Обе страны были против провозглашения независимости Косово и впоследствии отказались устанавливать с ним дипломатические отношения.
Словакия стала членом НАТО 29 марта 2004 года, Евросоюза 1 мая 2004 года, 21 декабря 2007 года вошла в Шенгенскую зону, а 1 января 2009 года вошла в зону Евро.
Помимо посольства в Москве, у Словакии есть и почётные консульства в Астрахани, Владивостоке, Екатеринбурге, Красноярске, Омске, Ростове-на-Дону и Ханты-Мансийске. В Санкт-Петербурге имелось генеральное консульство Словакии, однако оно прекращает работу с 31 декабря 2024 года по финансовым причинам.
Сайт русской службы Meждународного радио Словакии (RSI, или Radio Slovakia International) 

## В области экономики
Осуществляется импорт газа из России. На май 2022 года Россия поставляет 90 % импортируемого Словакией газа.